# Zmiennoporek szklisty

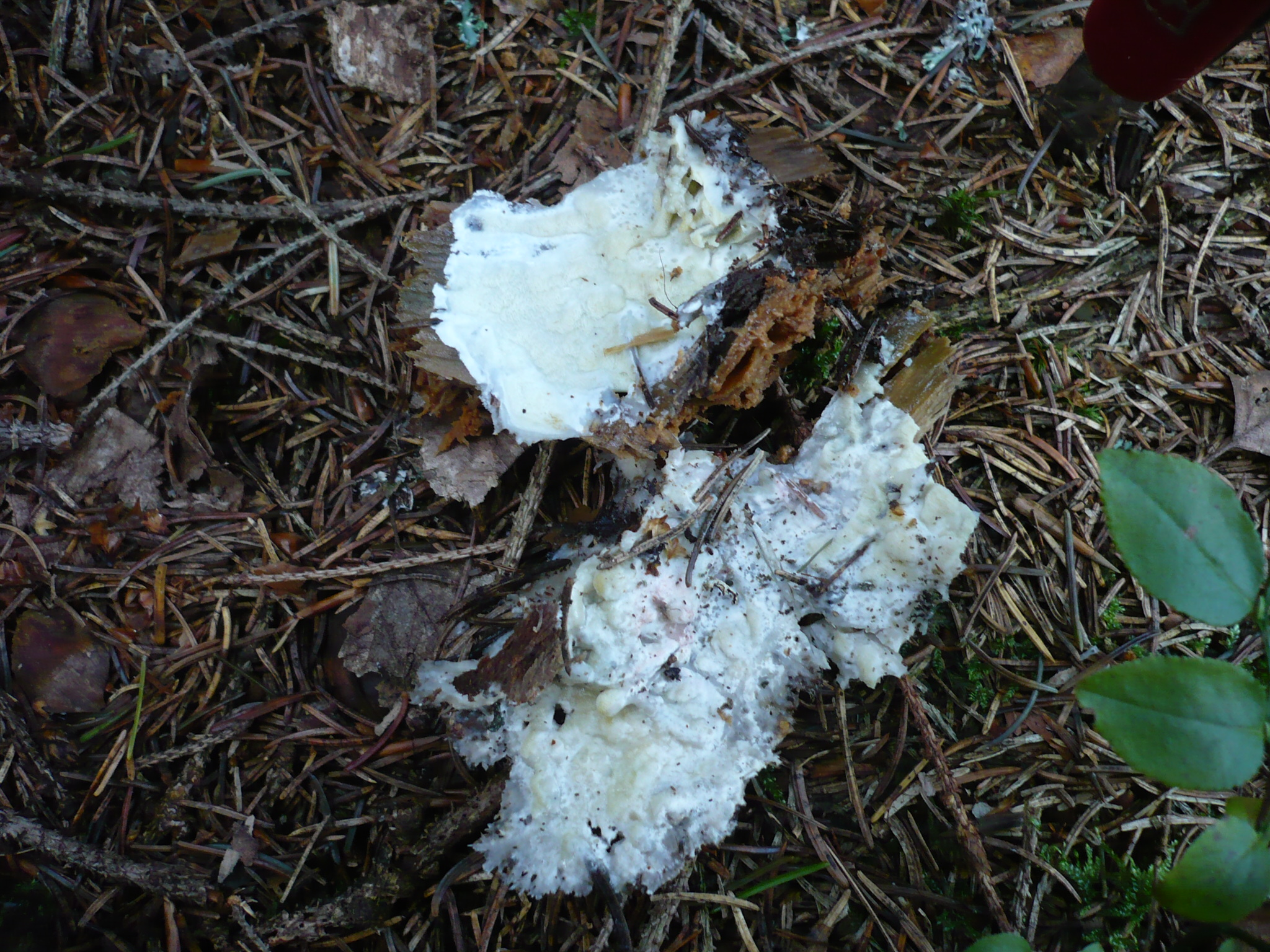

Zmiennoporek szklisty (Physisporinus vitreus (Pers.) P. Karst.) – gatunek grzybów z rzędu żagwiowców (Polyporales).

## Systematyka i nazewnictwo
Pozycja w klasyfikacji według Index Fungorum: Physisporinus, Meruliaceae, Polyporales, Incertae sedis, Agaricomycetes, Agaricomycotina, Basidiomycota, Fungi.
Gatunek ten opisał w 1796 roku Christiaan Hendrik Persoon, nadając mu nazwę Poria vitrea. Obecną, uznaną przez Index Fungorum nazwę nadał mu Petter Adolf Karsten w 1889 r.
Ma 22 synonimy. Niektóre z nich:
- Poria adiposa (Berk. & Broome) G. Cunn. 1947
- Rigidoporus vitreus (Pers.) Donk 1966
- Rigidoporus vitreus f. vitreus-subterraneus Domański 1972
- Skeletocutis amorpha f. vitrea Domański, Orloś & Skirg. 1967[2].

Stanisław Domański w 1965 r. nadał mu polską nazwę podstawnica szklista, Władysław Wojewoda w 1999 r. zmienił ją na zmiennoporek szklisty.

## Morfologia
Owocnik
Rozpostarty, kolisty. Sąsiednie owocniki zrastaja się z sobą tworząc duże płaty o długości do 50 cm, na pionowych podłożach często rozpostarto-odgięte, tworzące niby kapelusiki o wymiarach 0,2–0,3 × 0,5–1 × 0,5–1 cm. Takie odchylone nibykapelusiki łatwo dają się od podłoża oderwać. Często mają ryzomorfy o grubości do 3 mm. W stanie świeżym są sztywno-woskowate, nasycone wodą, po wyschnięciu stają się pomarszczone, cienkie, rogowate, twarde i kruche. Powierzchnia hymenialna początkowo wodnistobiała z wyraźnym szarym odcieniem. Miejsce dotknięte zmienia barwę na rdzawobrunatną lub czerwonobrunatną. Po wyschnięciu staje się żółtawa, żółtopłowa lub rudoochrowa. Miąższ o grubości do 3 mm, sztywno-woskowaty, początkowo biały, potem brunatny. Brzeg płonny o szerokości do 3 mm, jaśniejszy, ale na pionowym podłożu na odgiętych kapelusikach pokryty rurkowatym hymenoforem na dolnej stronie.
Cechy mikroskopowe
Rurki o długości 0,5–5 mm, przy brzegu zazwyczaj bardzo płytkie i siatkowate, u owocników pionowo usytuowanych przeważnie nierównej długości, zawsze dłuższe i otwarte. Ostrza rurek ostre, pokryte delikatnym białawym nalotem, później nieco ząbkowane lub nieregularnie kolczaste, początkowo szarobiałe, w końcu koloru drewna. Pory drobne, o średnicy 0,1–0,2(0,3) mm, w liczbie od 3 do 8 na 1 mm, koliste lub nieco podłużne. Zarodniki prawie kuliste, o nieco zaostrzonej podstawie, zwykle z 1 dużą gutulą, bezbarwne lub nieco żółtawe, gładkie.

## Występowanie i siedlisko
Podano występowanie zmiennoporka szklistego w Ameryce Północnej i Południowej, Europie, Azji i na Nowej Zelandii. Najwięcej stanowisk podano w Europie. W. Wojewoda w 2003 r. przytoczył dość liczne stanowisko tego gatunku w Polsce. Bardziej aktualne stanowiska podaje internetowy atlas grzybów. Znajduje się na Czerwonej liście roślin i grzybów Polski. Ma status R – gatunek potencjalnie zagrożony z powodu ograniczonego zasięgu geograficznego i małych obszarów siedliskowych.
Nadrzewny grzyb saprotroficzny, rzadko słaby pasożyt. Występuje w lasach, czasami także w parkach na martwym drewnie drzew zarówno liściastych, jak iglastych: sosna, buk, jesion wyniosły, wierzba biała, rzadko na żywych pniach. Rozwija się głównie na leżących na wilgotnej ziemi pniach drzew w lasach, ocembrowanych drewnem studniach, drewnianych obudowach ziemnych, w kopalniach.